# 薩拉·埃拉尼
薩拉·埃拉尼（Sara Errani，ˈsaːra erˈraːni，1987年4月29日—）是義大利女子職業網球運動員。埃拉尼是仅有的7位完成女子职业生涯双打金满贯的选手之一。她是一位奥运会金牌得主、前双打世界排名第一（于2012年9月10日达到）、大满贯混双冠军及单打亚军。她于2013年5月20日达到职业生涯最高的单打排名世界第五。凭借9个单打冠军和36个双打冠军（包括8个大满贯冠军、8个WTA1000赛冠军和1枚奥运金牌），她是职业生涯冠军总数最多的意大利网球运动员。
在双打方面，她于2012年6月11日进入世界排名前十，并连续保持了94周。她还是2013年和2014年的年终双打世界第一，累计占据世界第一排名共87周。
埃拉尼的职业生涯突破发生在2012年。在澳大利亚网球公开赛上，她闯入了单打1/4决赛决赛（这是她首次在大满贯单打比赛中突破第三轮），双打则闯入决赛。作为著名的红土专家，埃拉尼在进入2012年法国网球公开赛前赢得了三项红土赛事冠军，并在法网同时闯入了单打和双打决赛（成为继弗蘭切斯卡·斯基亞沃內在2010年法国网球公开赛之后第二位闯入大满贯单打决赛的意大利女子选手），最终与搭档罗贝塔·芬奇赢得了双打冠军。她们还赢得了2012年美国网球公开赛以及2013年和2014年澳大利亚网球公开赛的双打冠军。通过赢得2014年温布尔登网球锦标赛女子双打冠军，埃拉尼和芬奇成为网球史上第五对完成生涯全满贯的组合。在与贾斯明·保利尼搭档赢得奥运会冠军后，她成为公开赛时代第7位实现金满贯的球员。她与芬奇搭档三次获得WTA年度最佳双打组合奖，并在2024年与保利尼再次获得该奖项。
她在2012年美国网球公开赛闯入单打半决赛后，温布尔登成为她唯一一个尚未进入单打1/4决赛决赛的大满贯赛事。她还闯入了2013年法国网球公开赛的半决赛，以及2014年法国网球公开赛、2014年美国网球公开赛和2015年法国网球公开赛的1/4决赛决赛，并于2012年和2013年两次入围WTA年终总决赛。2017年，埃拉尼因未能通过药检被禁赛十个月。在2024年夏季奥林匹克运动会上，她是唯二（另一位是她的同胞安德烈亚·瓦瓦索里）同时获得并参加了单打、双打和混合双打三个项目比赛的选手。她与瓦瓦索里的搭档非常成功，他们首次搭档参赛便拿下了2024年美网和2025年法网的混双冠军。

## 个人生活
萨拉·埃拉尼出生于博洛尼亚，父亲乔治·埃拉尼（Giorgio Errani）是一名蔬果商，母亲富尔维娅（Fulvia Errani）是一名药剂师。12岁时，她的父亲将她送到位于美国佛罗里达州的尼克·波利泰尼网球学校。16岁时，她搬到西班牙的巴伦西亚，接受巴勃罗·洛萨诺和戴维·安德烈斯的指导。

## 職業生涯

### 2002-07年：征战ITF
埃拉尼在2002年進入職業網壇轉為職業選手，在她的祖国意大利参加了首项职业赛事——总奖金1万美元的ITF女子巡回赛卡利亚里站，但在比赛中负于孙甜甜。她继续参加ITF巡回赛，当年最好的成绩是在扎通站闯入半决赛，并于2005年在西班牙梅利利亚站赢得了她的首个冠军头衔，决赛中战胜了露西娅·希门尼斯（Lucia Jiminez）。
她职业生涯的首个WTA巡回赛冠军来自巴勒莫女子网球公开赛，她在决赛中击败了玛丽亚·科里特采娃。2008年7月27日，她在决赛中击败安娜貝爾·梅迪娜·加里格斯，在两周内夺得了她职业生涯的第2个冠军。她还赢得了6个双打冠军。

### 2009-11年：巡回赛冠军
2009年，埃拉尼作为卫冕冠军，在巴勒莫和波尔托罗两站WTA赛事中均获得亚军。埃拉尼在法国网球公开赛首轮负于卫冕冠军安娜·伊万诺维奇，而三年后她则在第三轮击败了对方。2010年，埃拉尼在除法网外的所有大满贯赛事中都闯入了第三轮，而在法网她首轮即告负。
埃拉尼是2009年和2010年赢得联合会杯冠军的意大利队成员。2011年2月，她闯入了芭提雅网球公开赛的决赛，但负于达妮埃拉·汉图霍娃。

### 2012年：大满贯亚军，双打世界第一
在2012年法網比赛中，先后战胜伊万诺维奇，库兹涅佐娃，科贝尔，斯托瑟等强手闯入决赛，但在决赛中以3-6,2-6败于莎拉波娃，获得亚军。在接下来的温网比赛中，以10号种子出战，在第三轮面对哈萨克斯坦球手舍夫多娃的时候，在第一盘一分未得，成为公开赛年代第一个在一盘比赛中一分未得，连丢24分输掉整盘比赛（"Golden Set"）的女球手。

## 重要赛事决赛

### 大满贯决赛

#### 单打: 1 (0胜1负)
| 结果 | 年份   | 赛事名称       | 场地 | 对手            | 比分     |
| ---- | ------ | -------------- | ---- | --------------- | -------- |
| 负   | 2012年 | 法国网球公开赛 | 红土 | 玛丽亚·莎拉波娃 | 3–6, 2–6 |

#### 女子双打: 9 (5胜4负)
| 结果 | 年份   | 赛事名称               | 场地 | 搭档          | 对手                                  | 比分          |
| ---- | ------ | ---------------------- | ---- | ------------- | ------------------------------------- | ------------- |
| 负   | 2012年 | 澳大利亚网球公开赛     | 硬地 | 羅貝塔·文琪   | 斯韦特兰娜·库兹涅佐娃 薇拉·兹沃纳列娃 | 7–5, 4–6, 3–6 |
| 胜   | 2012年 | 法国网球公开赛         | 红土 | 羅貝塔·文琪   | 玛丽亚·基里连科 娜佳·彼得罗娃         | 4–6, 6–4, 6–2 |
| 胜   | 2012年 | 美国网球公开赛         | 硬地 | 羅貝塔·文琪   | 安德烈娅·赫拉瓦奇科娃 露絲·哈迪卡     | 6–4, 6–2      |
| 胜   | 2013年 | 澳大利亚网球公开赛     | 硬地 | 羅貝塔·文琪   | 阿什莉·巴蒂 凱西·德拉夸               | 6–2, 3–6, 6–2 |
| 负   | 2013年 | 法国网球公开赛         | 红土 | 羅貝塔·文琪   | 葉卡捷琳娜·馬卡洛娃 葉連娜·韋斯寧娜   | 5–7, 2–6      |
| 胜   | 2014年 | 澳大利亚网球公开赛 (2) | 硬地 | 羅貝塔·文琪   | 葉卡捷琳娜·馬卡洛娃 葉連娜·韋斯寧娜   | 6–4, 3–6, 7–5 |
| 负   | 2014年 | 法国网球公开赛         | 红土 | 羅貝塔·文琪   | 谢淑薇 彭帅                           | 4–6, 1–6      |
| 胜   | 2014年 | 温布尔登               | 草地 | 羅貝塔·文琪   | 巴包斯·蒂美阿 克里斯蒂娜·美拉德諾維奇 | 6–1, 6–3      |
| 负   | 2024年 | 法国网球公开赛         | 红土 | 贾斯明·保利尼 | 科科·高夫 卡特日娜·西尼亚科娃         | 6–7(5–7), 3–6 |

#### 混合双打: 2 (2胜0负)
| 结果 | 年份   | 赛事名称       | 场地 | 搭档              | 对手                | 比分          |
| ---- | ------ | -------------- | ---- | ----------------- | ------------------- | ------------- |
| 胜   | 2024年 | 美国网球公开赛 | 硬地 | 安德烈亚·瓦瓦索里 | 唐纳德·扬 泰勒·汤森 | 7–6(7–0), 7–5 |
| 胜   | 2025年 | 法国网球公开赛 | 红土 | 安德烈亚·瓦瓦索里 | 埃文·金 泰勒·汤森   | 6–4, 6–2      |

### 夏季奥林匹克运动会

#### 女子双打: 1 (1枚金牌)
| 结果 | 年份   | 赛事名称   | 场地 | 搭档          | 对手                            | 比分             |
| ---- | ------ | ---------- | ---- | ------------- | ------------------------------- | ---------------- |
| 金牌 | 2024年 | 巴黎奥运会 | 红土 | 贾斯明·保利尼 | 米拉·安德烈耶娃 · 季阿娜·施耐德 | 2–6, 6–1, [10–7] |

## 其他重要决赛

### WTA1000级决赛

#### 单打: 1 (0胜1负)
| 结果 | 年份   | 赛事名称         | 场地 | 对手            | 比分     |
| ---- | ------ | ---------------- | ---- | --------------- | -------- |
| 负   | 2014年 | 意大利网球公开赛 | 红土 | 塞雷娜·威廉姆斯 | 3–6, 0–6 |

#### 女子双打: 13 (9胜4负)
| 结果 | 年份   | 赛事名称             | 场地 | 搭档                 | 对手                                   | 比分                  |
| ---- | ------ | -------------------- | ---- | -------------------- | -------------------------------------- | --------------------- |
| 负   | 2012年 | 迈阿密网球公开赛     | 硬地 | 羅貝塔·文琪          | 玛丽亚·基里连科 娜佳·彼得罗娃          | 6–7(0–7), 6–4, [4–10] |
| 胜   | 2012年 | 马德里网球公开赛     | 红土 | 羅貝塔·文琪          | 葉卡捷琳娜·馬卡洛娃 葉連娜·韋斯寧娜    | 6–1, 3–6, [10–4]      |
| 胜   | 2012年 | 意大利网球公开赛     | 红土 | 羅貝塔·文琪          | 葉卡捷琳娜·馬卡洛娃 葉連娜·韋斯寧娜    | 6–2, 7–5              |
| 胜   | 2013年 | WTA卡塔尔公开赛      | 硬地 | 羅貝塔·文琪          | 娜佳·彼得罗娃 卡塔琳娜·斯雷博特尼克    | 2–6, 6–3, [10–6]      |
| 负   | 2013年 | 意大利网球公开赛     | 红土 | 羅貝塔·文琪          | 谢淑薇 彭帅                            | 6–4, 3–6, [8–10]      |
| 胜   | 2014年 | 马德里网球公开赛 (2) | 红土 | 羅貝塔·文琪          | 加尔维涅·穆古拉扎 卡拉·苏亚雷斯·纳瓦罗 | 6–4, 6–3              |
| 负   | 2014年 | 意大利网球公开赛     | 红土 | 羅貝塔·文琪          | 克韋塔·佩什克 卡塔琳娜·斯雷博特尼克    | 0–4, ret.             |
| 胜   | 2014年 | 加拿大网球公开赛     | 硬地 | 羅貝塔·文琪          | 卡拉·布莱克 萨尼娅·米尔扎              | 7–6(7–4), 6–3         |
| 负   | 2016年 | WTA卡塔尔公开赛      | 硬地 | 卡拉·苏亚雷斯·纳瓦罗 | 詹皓晴 詹咏然                          | 3–6, 3–6              |
| 胜   | 2024年 | 意大利网球公开赛 (2) | 红土 | 贾斯明·保利尼        | 科科·高夫 埃琳·罗特利夫                | 6–3, 4–6, [10–8]      |
| 胜   | 2024年 | 中国网球公开赛       | 硬地 | 贾斯明·保利尼        | 詹皓晴 · 韦罗妮卡·库德梅托娃           | 6–4, 6–4              |
| 胜   | 2025年 | WTA卡塔尔公开赛 (2)  | 硬地 | 贾斯明·保利尼        | 蒋欣玗 吴芳娴                          | 7–5, 7–6(12–10)       |
| 胜   | 2025年 | 意大利网球公开赛 (3) | 红土 | 贾斯明·保利尼        | 韦罗妮卡·库德梅托娃 · 爱丽丝·梅尔滕斯  | 6–4, 7–5              |

## 外部連結
- 官方网站（英文）（意大利文）（西班牙文）
- 薩拉·埃拉尼的国际女子网球协会官方資料（英文）
- 薩拉·埃拉尼的官方资料
- Fed Cup - Player profile - Sara ERRANI (ITA) （页面存档备份，存于）

| 獎項            | 獎項                 | 獎項          |
| --------------- | -------------------- | ------------- |
| 前任： 克維托娃 | WTA最佳進步獎 2012年 | 繼任： 哈勒普 |